# František Cyril Kampelík

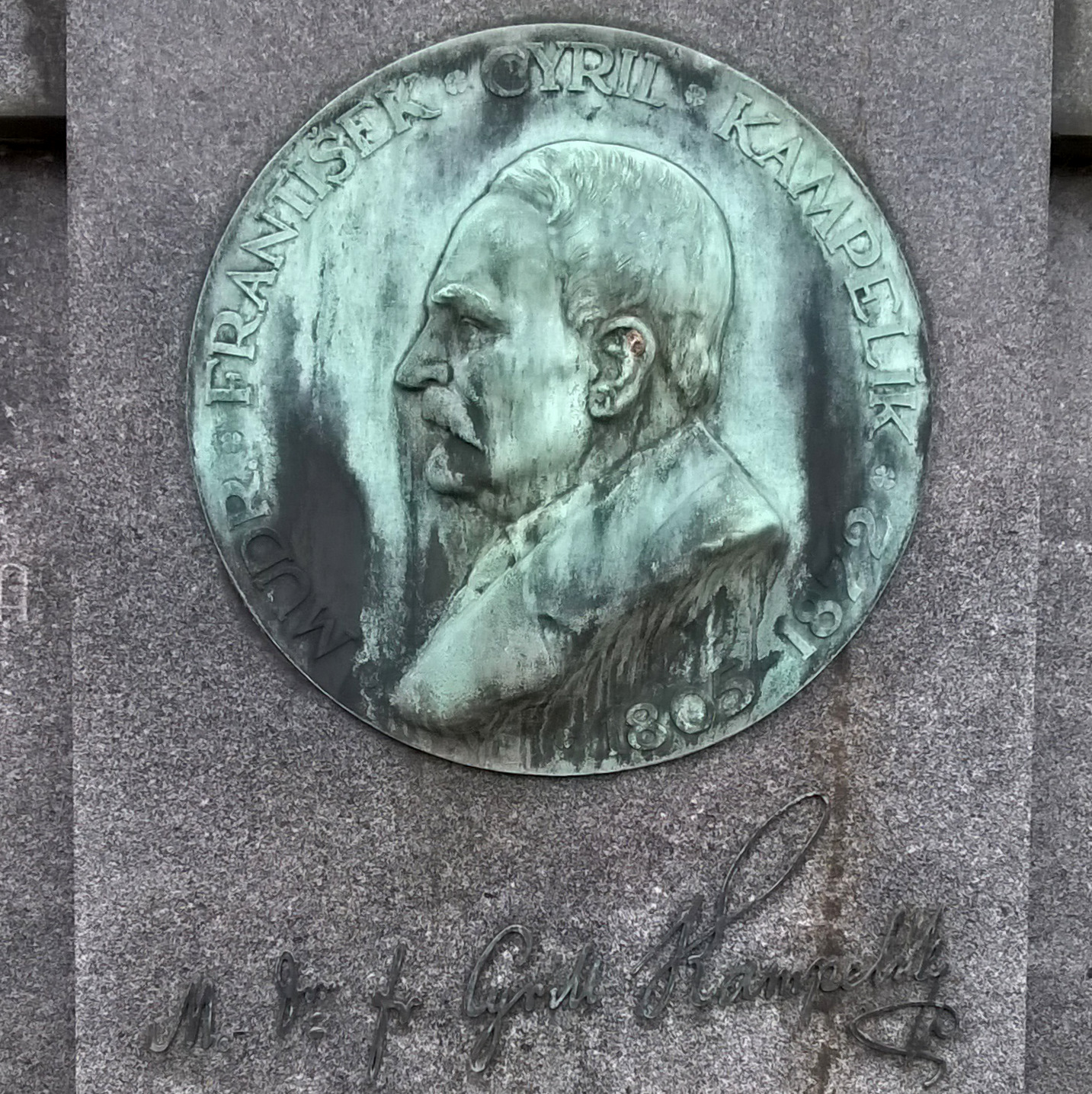
Plaketa na hrobě Františka Cyrila Kampelíka v Hradci Králové - Kuklenách.

František Cyril Kampelík (28. června 1805, Syřenov – 8. června 1872, Kukleny) byl český lékař, národní buditel, spisovatel.

## Život
Narodil se jako syn mlynáře. Vystudoval na gymnáziu v Jičíně, kde ho učil i František Šír. Dále studoval filozofii a polytechniku ve Vídni, ale z ekonomických důvodů školu opustil a odešel učit do Plaňan. Později dostudoval filozofii a v roce 1831 vstoupil v Brně do semináře, kde působil jako horlivý vlastenec a mj. založil českou knihovnu. Později seminář opustil. Od roku 1836 studoval ve Vídni, zpočátku práva a poté přešel na medicínu. Po jejím úspěšném vystudování v roce 1843 jako lékař krátce působil ve Vídni, Litomyšli a Mšeně, od roku 1846 pak v Praze. Aktivně se podílel na revoluci v roce 1848 – účastnil se schůze ve Svatováclavských a Slovanského sjezdu, v červnu 1848 pak dokonce na okraj Prahy přivedl 70 ozbrojených dobrovolníků z Příbrami, kteří však kvůli rychlé kapitulaci do bojů nezasáhli. Po porážce povstání na něj byl vydán zatykač, a proto odešel na několik měsíců do emigrace. Po návratu z emigrace byl v ústraní a i přes amnestii pod dohledem úřadů. Po neúspěšné kandidatuře do zemského sněmu v roce 1861 opustil politiku a usadil se v Kuklenách, kde až do smrti působil jako lékař.

## Dílo
Jako spisovatel se věnoval češtině (jeho učebnice češtiny však byla odmítána jako anachronická), politice a hospodářství. Kromě vydávání vlastních knih přispíval také do mnohých časopisů – Časopisu českého muzea, Květů, České wčely či Dělnických novin. V roce 1856 sepsal a roku 1861 vydal spis „Spořitelny po farských kollaturách orbě, řemeslu ze svízelu pomohou“, ve kterém propagoval zakládání svépomocných záložen. Idea se neujala, ale když pod vlivem Friedricha Wilhelma Raiffeisena začaly záložny vznikat v Německu a později v Čechách, byly zde na jeho počest nazvány jako kampeličky. Jeho rolnicko-průmyslový list Přemysl založený v roce 1868 však brzy zanikl.
Ján Kollár ho také zmiňuje ve svém stěžejním díle Slávy dcera ve zpěvu Lethe ve znělce 73:
| „            | A že v blízku naplněná stála Vodou stříbrokutá hubatka, Vzavši do ruky ji, poupátka S nadějí ta hned jsem oblévala: Na lístkách ty názvy byly psané: Liskay, Kuzmani dva Slováci, Kampelík a Kačer Moravané; | “ |
| — Ján Kollár | |   |